# NGC 905
NGC 905 este o galaxie seyfert de tip 2⁠(d) situată în constelația Balena. A fost descoperită în 1886 de către Francis Leavenworth.